# Orisa (stolica biskupia)
Orisa (łac. Dioecesis Orisenus) –  stolica historycznej diecezji w Cesarstwie Rzymskim w prowincji Celesyria, sufragania metropolii Sergiopolis. Obecnie katolickie biskupstwo tytularne położone w Syrii. 

## Biskupi tytularni
| Lp. | Biskup                        | Funkcja                                          | Od                | Do                  |
| --- | ----------------------------- | ------------------------------------------------ | ----------------- | ------------------- |
| 1.  | Benedito Paulo Alves de Souza | biskup senior diecezji Espírito Santo (Brazylia) | 28 lipca 1933     | 3 kwietnia 1946     |
| 2.  | Franciszek Korszyński         | biskup pomocniczy włocławski                     | 7 maja 1946       | 3 października 1962 |
| 3.  | Józef Kurpas                  | biskup pomocniczy katowicki                      | 23 listopada 1962 | 19 maja 1992        |